# 8529 Sinzi
8529 Sinzi è un asteroide della fascia principale. Scoperto nel 1992, presenta un'orbita caratterizzata da un semiasse maggiore pari a 2,4406043 UA e da un'eccentricità di 0,1446458, inclinata di 5,60235° rispetto all'eclittica.